# Getsemani
Getsemani je vrt ob vznožju Oljske gore v Jeruzalemu. Vrt je najbolj znan po tem, da se je tam po navedbah Svetega pisma večkrat mudil Jezus s svojimi učenci. 
V Getsemanijskem vrtu so Jezusa tudi aretirali. Juda Iškarijot je na vrt pripeljal vojake in služabnike velikega duhovnika Kajfa. Juda je Jezusa poljubil in tako pokazal, koga naj primejo. Aretaciji sta sledila zaslišanje in nagla smrtna obsodba.
Vrt se v grškem izvirniku Nove zaveze imenuje starogrško Γεθσημανι [Gethsemani], kar je najbrž grški zapis aramejske besedne zveze גת שמני‎ [Gath-Šmane] = oljčna stiskalnica.
Vrt leži v neposredni bližini Cerkve narodov, ki se imenuje tudi Cerkev Jezusovega trpljenja. Na tem mestu naj bi Jezus molil po zadnji večerji, ko je že vedel, da ga je Juda Iškarijot izdal in da ga bodo prišli aretirat. To je bila že od nekdaj pomembna romarska točka. Cerkev je bila večkrat porušena in obnovljena. Zdajšnjo cerkev so zgradili v letih 1919-1924.